# Neuende

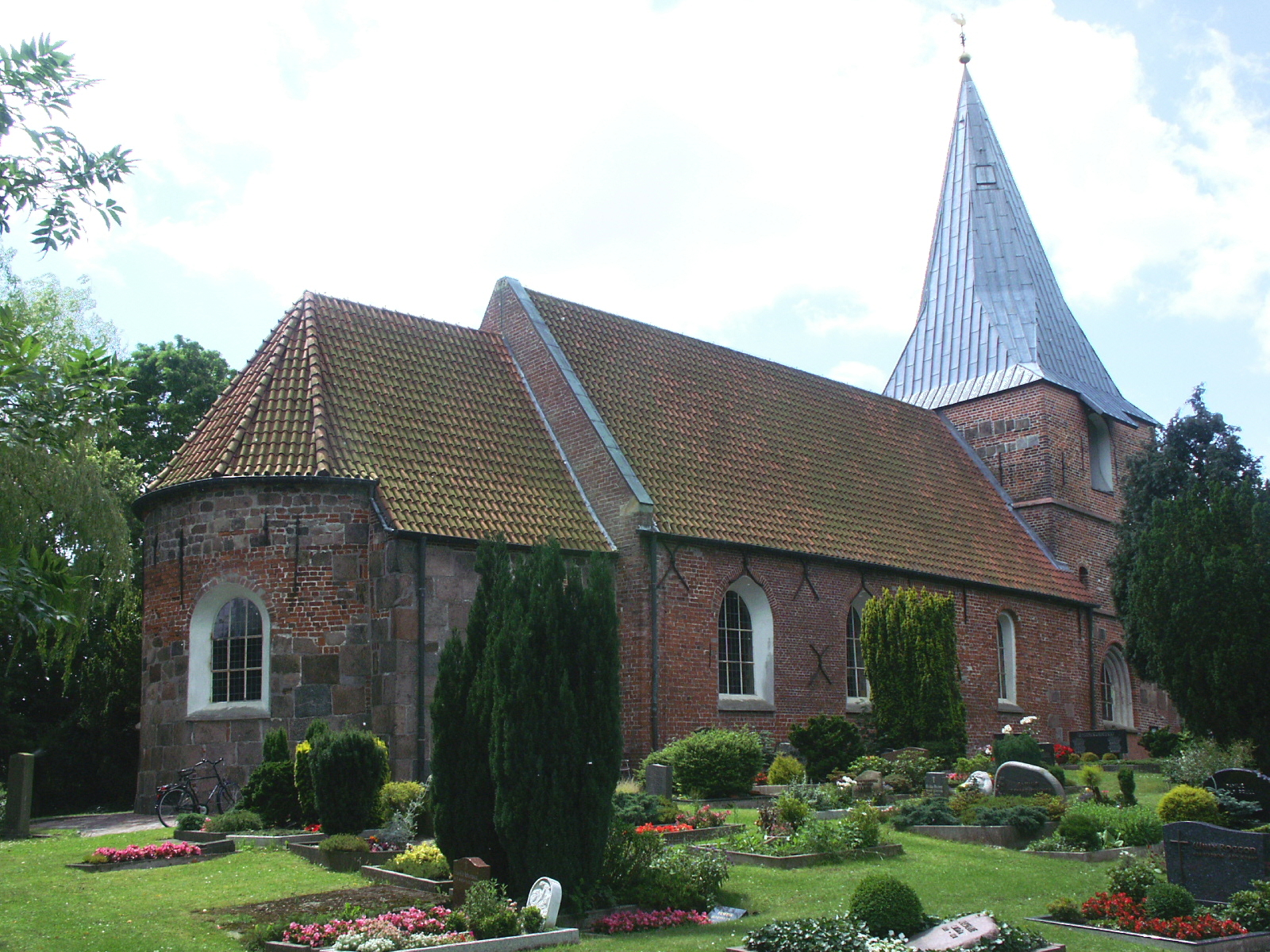
St.-Jakobi-Kirche in Wilhelmshaven-Neuende

Neuende ist ein Stadtteil von Wilhelmshaven. Zum Stadtteil gehören die Stadtviertel Neuende und Europaviertel.

## Entstehung
Informationen aus der Frühzeit von Neuende sind nicht einfach zu erlangen, da der Ort im Mittelalter in den Chroniken und Dokumenten unter voneinander abweichenden Namen auftaucht. Die Entstehung des mittelalterlichen Kirchspiels Neuende steht jedoch in engem Zusammenhang mit frühen Eindeichungen an der Maade. Ab 1420 wird Neuende in verschiedenen Quellen unter den Bezeichnungen Innede, Enede, Ni-Ennede, Nien-Ennende oder Ni-Ende erwähnt. Manchmal wird in den Quellen der Ort aber auch als Insmerhave, Ensmerhave, Ensmenhave, Ynsmahave, Insemerhave, Insumerhave, Insmerhove o. ä. überliefert.

## Gemeinde
Die politische Gemeinde Neuende entstand aus dem älteren gleichnamigen Kirchspiel der St.-Jakobi-Kirche. Ursprünglich gab es auf dem Gebiet der heutigen Kernstadt Wilhelmshaven nur die zur Herrschaft Jever gehörenden Kirchspiele Neuende und Heppens. Beide Kirchspiele wurden in der Zeit der französischen Verwaltung des Jeverlands (1810–1813) zur Mairie Neuende vereinigt. Nach der Franzosenzeit wurde am 24. Januar 1814 durch eine Oldenburgische Regierungskommissionsbekanntmachung angeordnet, dass die bisher nach französischem Vorbild geführten Mairien in Gemeinden umgewandelt werden sollten. Nachdem am 28. Dezember 1831 die erste Oldenburgische Gemeindeordnung erlassen wurde, bestimmte diese, dass der bisher gebräuchliche Begriff Kirchspiel nicht nur mehr ausschließlich der kirchlichen, sondern auch der politischen Entwicklung des Landes zugrunde liegen sollte. Am 1. Juli 1855 wurde die Bezeichnung Landgemeinde Neuende als politischer Verwaltungsbezirk im Gegensatz zu dem räumlich gleichen kirchlichen Verwaltungsbezirk eingeführt. Nachdem durch die Gründung der Preußischen Stadt Wilhelmshaven die Einwohnerschaft im südlichen Teil von Neuende stark anstieg, wurde am 13. März 1879 ein Teil von Neuende aus der Gemeinde ausgeschieden und daraus die neue Gemeinde Bant gebildet. Am 1. Mai 1911 wurde durch die Vereinigung der bis dahin selbstständigen Gemeinden Neuende, Bant und der Stadt Heppens (seit 1907) die Stadt Rüstringen gebildet. Im Rahmen des Groß-Hamburg-Gesetzes wurde am 1. April 1937 durch die Eingemeindung der Stadt Rüstringen und der Gemeinde Rüstersiel zur Stadt Wilhelmshaven Neuende ein Stadtteil der kreisfreien Stadt Wilhelmshaven.
Aus der Frühzeit von Neuende gab es noch um 1970 mehrere große historische Bauernhöfe von ehemals wohlhabenden Bauernfamilien. Bis auf die historische alte Hofstelle (Up’n Hof), auf dem ehemaligen südlichen Maadedeich an der Ecke Kirchreihe / Friedrich-Paffrath-Straße, wurden seitdem alle Höfe abgebrochen. Die alte Hofstelle wurde von der Stadt Wilhelmshaven verkauft und von einem Privatunternehmer nach vollkommener Entkernung zu einer hochwertigen Wohnanlage für behinderte Menschen umgebaut. Auf dem Gelände direkt östlich daran anschließend, auf dem schmalen Grüngürtel zwischen Kirchreihe und der Höger Siedlung, entstanden 2010 sieben sogenannte Stadtvillen, für die extra eine neue Zufahrt von der Friedrich-Paffrath-Straße über den mehr als 500 Jahre alten historischen Straßenzug Kirchreihe, ein ehemaliger südlicher Maadedeich, angelegt wurde.
An der Genossenschaftsstraße befand sich früher die Molkerei Neuende Molkerei. Das imposante Klinkergebäude existiert noch heute. Ansonsten erinnert in Neuende sonst kaum noch etwas an frühere Landwirtschaft.

## Kultur und Sehenswürdigkeiten
- St.-Jakobi-Kirche (Neuende)

## Persönlichkeiten

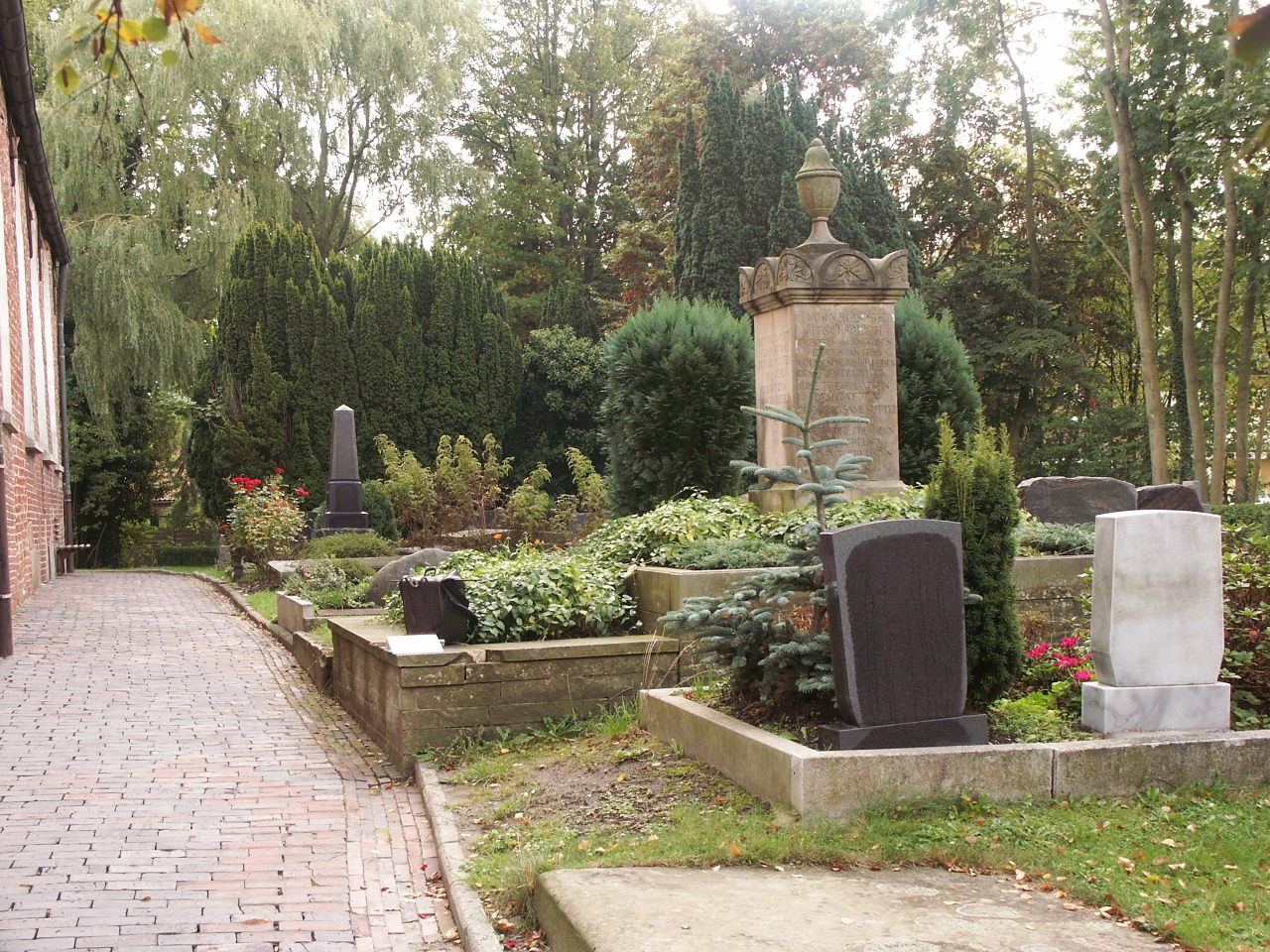
Familiengrab Mitscherlich in Neuende

- Diedrich Fimmen (1886–1916), Archäologe, wurde am 21. März 1886 in Neuende geboren
- Anton Fooken (1879–unbekannt), Danziger sozialdemokratischer Politiker
- Diedrich Garlichs (1679–1759), Kaufmann in Amsterdam, Stifter und Erblasser gemeinnütziger und kunstfördernder Vermächtnisse
- Eilhard Mitscherlich (1794–1863), Chemiker und Mineraloge
- Karl Gustav Mitscherlich (1805–1871), Pharmakologe und Hochschullehrer

## Vereine
Am 14. März 1886 wurde der Bürgerverein Neuende von 1886 gegründet. Am 14. März 2011 feierte er sein 125-jähriges Jubiläum feiern und ist damit der älteste Verein Neuendes.